# Chevrolet Cobalt
El Chevrolet Cobalt és un cotxe compacte creat per Chevrolet el 2004, però comerciat com un model del 2005. El Cobalt substitueix al Cavalier i competeix contra cotxes com l'Honda Civic, Toyota Corolla, Mazda 3 i Volskwagen Jetta.
El Cobalt disposa de dos tipus de carrosseria diferent: sedan i coupe. El xassís del Cobalt està basat en el xassís Delta de GM, compartida per altres models de GM com el Chevrolet HHR, Pontiac G5, Saturn ION i el Saturn Astra. Tots els Cobalts són fabricats a la planta de Lordston, Ohio.

## Característiques

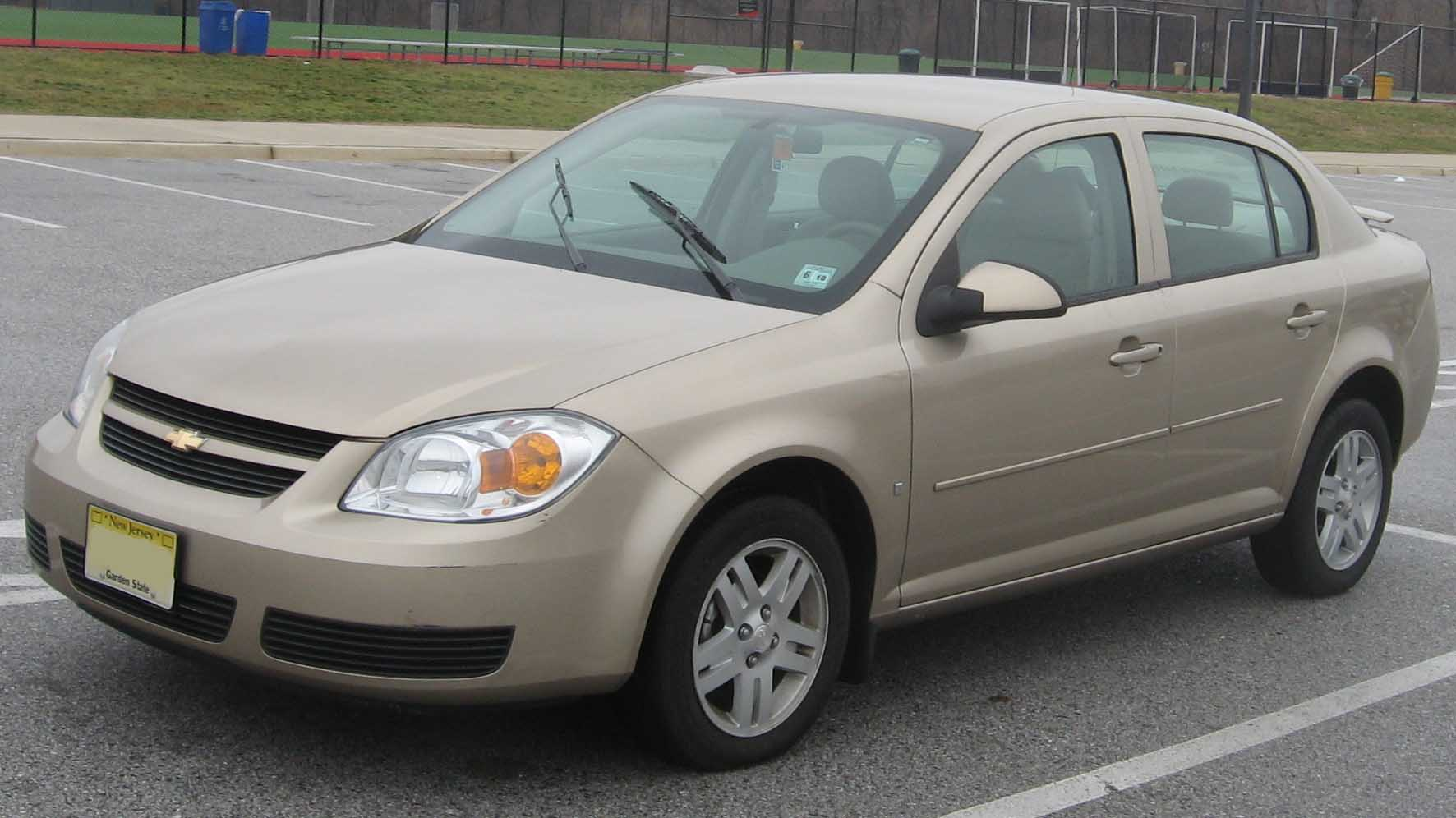
Chevrolet Cobalt Sedan LT del 2005-2008

Les suspensions que munta són independents "McPherson strut" al davant i un eix semi-independent amb barra de torsió és l'opció per la suspensió posterior. La direcció és assistida elèctricament i respecte de les caixes de canvi, ofereix una manual de 5 velocitats Getrag F23 i una automàtica de 4 velocitats 4T45.
Mides del Cobalt: Batalla (Wheelbase): 2,624 m, Llargada (Length): 4,585 m (coupe); 4,579 m (sedan), Amplada (Width): 1,720 m, Alçada (Height): 1,450 m, Pes (Curb weight): 1273-1355 kg, Capacitat del dipòsit: 49 l (13 galons EUA)
El vehicle s'ofereix en 4 diferents paquets d'equipament: LS, LT, LTZ i SS. El primer és el paquet bàsic. Inclou aire condicionat, reproductor de CD, XM Radio (des del 2008). Control de creuer, Onstar, acabats en pell entre d'altres es troben disponibles en el LT, LTZ i SS. En matèria de seguretat, la NHTSA ha qualificat el Cobalt de 2 portes amb 4 estrelles (conductor) i 5 estrelles (passatger) en el xoc frontal i 4 estrelles (conductor i passatger) en xoc lateral.
El Cobalt ha estat el 10é cotxe més venut als EUA l'any 2006 amb unes vendes de 211.449 cotxes.

## Motors

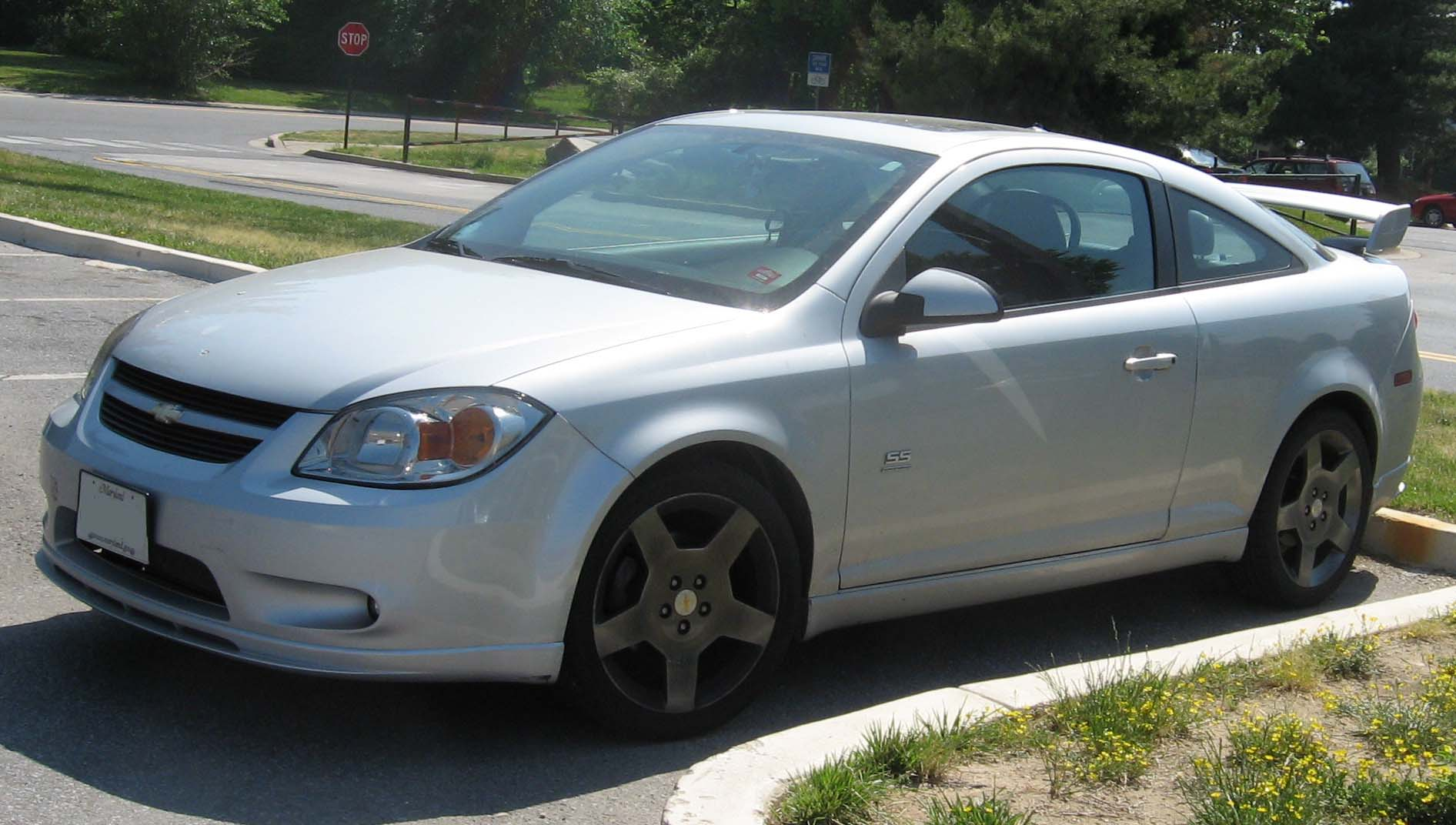
Chevrolet Cobalt SS SC del 2005-2007

A partir del 2008 se substitueix el motor 2.0L amb supercargador per un nou motor 2.0L Turbo d'injecció directa, usat en el Chevrolet HHR i el Pontiac Solstice entre d'altres.
| Any             | Motor                             | Potència | Torsió  |
| --------------- | --------------------------------- | -------- | ------- |
| 2005–2006       | 2.2 L Ecotec L61 I4               | 145 cv   | 210 N·m |
| 2007-actualitat | 2.2 L Ecotec L61 I4               | 148 cv   | 210 N·m |
| 2005–2007       | 2.0 L Ecotec LSJ supercargador I4 | 205 cv   | 230 N·m |
| 2008–actualitat | 2.0 L Ecotec LNF turbocargador I4 | 260 cv   | 353 N·m |
| 2006            | 2.4 L Ecotec LE5 I4               | 171 cv   | 221 N·m |
| 2007-actualitat | 2.4 L Ecotec LE5 I4               | 175 cv   | 221 N·m |

## Informació mediambiental
El Cobalt 2006 amb motor 2.2L i caixa manual té uns consums de 25 mpg ciutat/34 mpg autopista, l'equivalent a 6,9 l/100 per autopista i 9,4 l/100 per ciutat. Sobre emissions, el Cobalt emet 6,1 tones de CO₂ a l'atmosfera anualment.